# Batyste Fleurial
 (décembre 2024).
Si vous disposez d'ouvrages ou d'articles de référence ou si vous connaissez des sites web de qualité traitant du thème abordé ici, merci de compléter l'article en donnant les références utiles à sa vérifiabilité et en les liant à la section « Notes et références ».
Batyste Fleurial, né le 27 décembre 1999, est un acteur français.

## Filmographie

### Cinéma
- 2017 : Un sac de billes de  Christian Duguay : Maurice Joffo

### Télévision
- 2013 : Pourquoi personne me croit ? de Jacques Fansten : Sébastien.
- 2014 : Famille d'accueil, épisode Sur le fil : Lewis.
- 2016 : Léo Mattéï, Brigade des mineurs.
- 2018 : Le Jour où j'ai brûlé mon cœur : Antoine Demarescau.

### Court métrage
- Cap ou pas cap